# Rừng xà nu
Rừng xà nu là một truyện ngắn của Nguyễn Trung Thành (bút danh của nhà văn Nguyên Ngọc), được viết năm 1965. Trong tác phẩm, với hình tượng cây xà nu và những "anh hùng dân tộc" ở làng Xô Man trong thời Chiến tranh Việt Nam, nhà văn đã làm nổi rõ khuynh hướng sử thi và cảm hứng lãng mạn, đặc điểm cơ bản của văn học Việt Nam giai đoạn 1967 –1976.

## Tóm tắt nội dung tác phẩm
Truyện kể về làng Xô Man ở vùng Tây Nguyên nằm giữa cánh rừng xà nu bạt ngàn, đang phải từng ngày hứng chịu những trận pháo kích dữ dội của liên quân Hoa Kỳ – Việt Nam Cộng hòa. Sau 3 năm tham chiến, Tnú – nhân vật chính, và là một chiến sĩ Quân Giải phóng – trở về thăm làng. Thằng bé Heng dẫn đường cho Tnú vì đường vào làng nay đã được du kích bố phòng rất chặt chẽ và nghiêm ngặt: hầm chông, hố chông, giàn thò chằng chịt...
Đêm đó, Tnú ăn cơm và ở lại nhà cụ Mết. Cả làng tụ họp, Dít – em gái của Mai, và là một Bí thư chi bộ – kiểm tra giấy phép của Tnú xong, cụ Mết tự hào kể lại cho mọi người nghe về công cuộc đấu tranh của làng – nó gắn bó với cuộc đời Tnú.
Hồi ấy, bị liên quân Mỹ - Ngụy tấn công, nhưng làng vẫn bí mật nuôi giấu cán bộ Mặt trận Dân tộc giải phóng Miền Nam, người cán bộ đó là anh Quyết. Tnú và Mai khi đó là hai đứa trẻ mồ côi được giao làm liên lạc viên cho anh Quyết, rồi được anh dạy chữ Quốc ngữ.
Một lần, trong chuyến đưa thư của anh Quyết lên huyện, Tnú bị địch bắt. Dù bị tra tấn dã man, anh vẫn kiên quyết không khai dù chỉ nửa lời. Do cơ sở hoạt động bị bại lộ, anh Quyết hi sinh trong một trận càn. Ở tù 3 năm, Tnú vượt ngục, trở về làng thay anh Quyết chỉ huy buôn làng chuẩn bị vũ khí chiến đấu và cưới Mai, rồi hai người cũng đã có cho mình một đứa con trai đầu lòng.
Tin làng Xô Man chuẩn bị vũ khí chờ thời cơ nổi dậy lọt đến tai Quân Ngụy Sài Gòn đóng tại đồn Đắc Hà gần đó. Một viên chỉ huy Biệt Động Quân tên là Dục đưa lính đến lùng sục, vây ráp. Cụ Mết, Tnú cùng những người thanh niên lánh vào rừng. Không bắt được Tnú, địch bắt Mai cùng với đứa con nhỏ chưa đầy tháng nhằm dụ Tnú phải chui ra khỏi nơi ẩn náu.
Từ vị trí ẩn nấp, Tnú chứng kiến cảnh vợ con bị toán lính giặc hỏi cung, tra tấn. Lòng căm thù lên đến đỉnh điểm, Tnú nhảy xổ vào cứu vợ con nhưng rồi Mai và đứa con đã chết, anh cũng bị bắt... Toán lính giặc dưới trướng tên tướng Dục tẩm nhựa xà nu đốt mười đầu ngón tay Tnú trước mặt dân làng nhằm uy hiếp tinh thần họ.
Tnú chịu đựng không kêu la. Có tiếng động xung quanh, Tnú thét lên một tiếng "Giết!!!", dân làng đồng thanh, nhất tề nổi dậy, Dục và toán lính dưới quyền đã bị cụ Mết và đội ngũ thanh niên tiêu diệt sạch. Làng Xô Man công khai đối đầu với giặc. Tnú gia nhập Quân Giải phóng, anh đã hoàn thành xuất sắc nhiều nhiệm vụ, và được cấp chỉ huy cho về phép thăm làng một đêm.
Sáng hôm sau, cụ Mết, Dít tiễn Tnú lên đường. Họ chia tay nhau ở đồi xà nu, cạnh con nước lớn.

## Nguyên mẫu ngoài đời thực của "làng Xô Man" và cây "xà nu"
Tên gọi làng Xô Man và cây xà nu trong truyện ngắn Rừng xà nu đều là do tác giả hư cấu ra. Nguyên mẫu ngoài đời thực của làng Xô Man là một ngôi làng của người Giẻ Triêng có tên là làng Xốp Nghét của xã Xốp, huyện Đăk Glei, tỉnh Kon Tum
Còn cây xà nu trong tác phẩm thực chất là cây thông ba lá. Trong tiếng Giẻ Triêng, cây thông ba lá không được gọi là xà nu mà gọi là loong rúh. Chỉ những cây thông ba lá nào chứa hàm lượng nhựa cao, khi khô mới gọi là xinu. Không phải cây thông nào cũng gọi tên như vậy. Nhựa cây thông ba lá được người Giẻ Triêng dùng để đốt thắp sáng vào ban đêm. Khi trai gái thành vợ thành chồng thì xinu không thể thiếu trong quà biếu của nhà gái "đáp lễ" cho nhà trai.
Trong khi đó, một "nhánh" của dân tộc Giẻ Triêng là người Tà Rẻ lại gọi cây thông ba lá là t'nủ, cũng là lễ vật nên vợ chồng. Song t'nủ là thứ không thể thiếu trong số quà biếu nhà gái đáp lễ nhà trai khi cưới hỏi. Tục truyền từ xa xưa theo câu ca: "Con đi trước t'nủ theo sau".